# Церкви Терещенко
Терещенко — казацко-мещанский род Глуховщины, который в 1870 получил дворянский статус. Одна из немногих семей, которая поддерживала христианские церкви.

## История

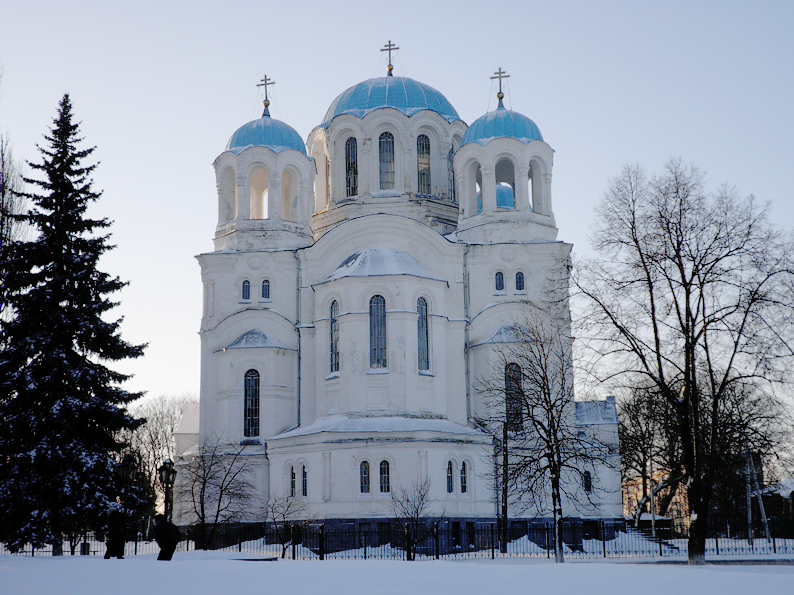
Трёх-Анастасиевский кафедральный собор

Среди церквей, к строительству которых приложили руку Терещенко — Свято-Покровская церковь (Киев), Трёх-Анастасиевский собор, церкви городов Болье-сюр-Мер и Канн.

### Трёх-Анастасиевский кафедральный собор
Собор находился в запустении, но в 1846 году глуховский купец Артемий Терещенко начал за собственные средства содержать церковь и службы в ней возобновились. В 1861 и 1872 годах благодаря тому же Артему Яковлевичу был устроен алтарь Воскресения Христова и пристроен алтарь св. Артемия. Строительство нового Анастасиевского храма началось через год, в 1885 году. Средства на строительство выделяли братья Николай и Фёдор Терещенко. Благодаря их финансовому вмешательству здание церкви было построено за довольно быстрое время и уже в 1893 году освящена. 21 мая 1894 года братья обратились к Святейшему синоду с просьбой позволить им снести старую Трех-Анастасиевскую церковь, мотивируя это тем, что сооружение настолько запущена, что уже не подлежит ремонту. Вскоре специальная экспертная комиссия профессоров Киевской духовной академии дала разрешение на снос и 2 января 1895 года Святейший синод подтвердил это своим указом.

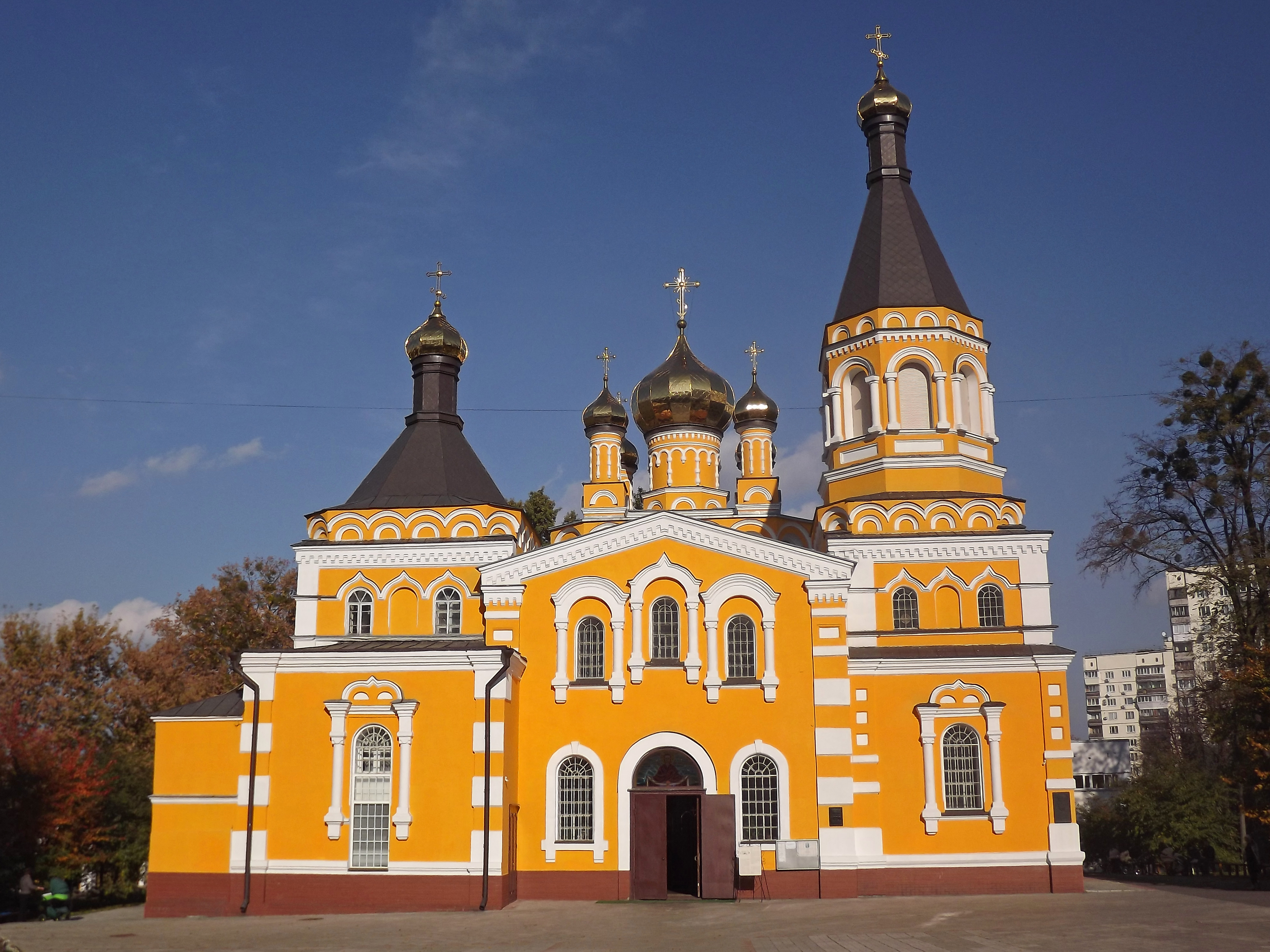
Свято-Покровская церковь (Киев)

В церкви находится фамильный склеп Терещенко. Здесь похоронены Артемий Яковлевич Терещенко, его жена Ефросинья Григорьевна, Фёдор Артемьевич и Никола Артемьевич.

#### Свято-Покровская церковь (Киев)

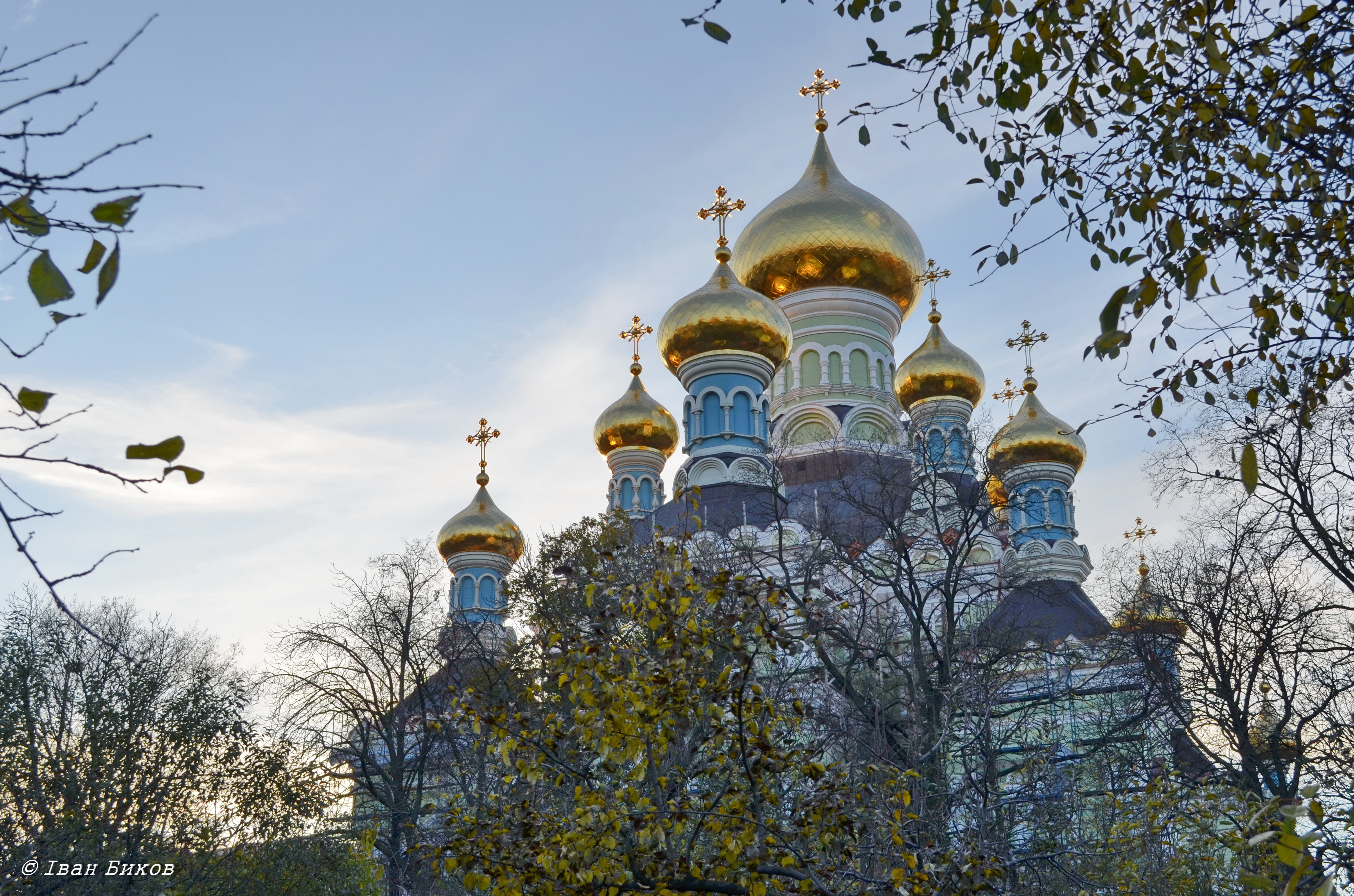
Николаевский собор

Закладка церкви состоялась 14 сентября 1895 года, а освящена она была спустя 2 года — 9 ноября 1897 года. Сборами средств и процессом постройки руководил общественный комитет во главе с известным киевским предпринимателем и городским деятелем Яковом Бернером, который лично вложил в дело 2000 рублей и 25 тысяч штук кирпича. В целом комитетом, в состав которого также входили известные меценаты Михаил Дегтерёв, Александр Терещенко и другие выдающиеся лица, на строительство было собрано 37 тысяч рублей.

### Николаевский соборПокровского монастыря(Киев)
На начальном этапе существования Покровского монастыря его основательница — великая княгиня Александра Петровна за свой счёт выкупила землю, а в 1889 году основала Покровский монастырь, где и поселилась в жилых покоях, но смерть великой княгини несколько замедлила строительство. Все строительные расходы, составили в итоге 392 257 руб. 90 коп., обеспечивались благотворительными пожертвованиями. Среди ведущих благотворителей был Никола Терещенко. В целом он пожертвовал более 50 тыс. руб., из них 20 тыс. специально на позолоту куполов и серебрение престола в будущем.

### Владимирский собор (Киев)
До строительства собора причастная Елизавета Михайловна, Никола Терещенко предоставил под строительство участок земли. Он также он пожертвовал большие средства, в частности, для золочение всех куполов. Терещенко пригласили художников со всей России для отделки церкви. Виктор Васнецов создал на заказ картину «Три царевны подземного царства». Эскизные работы Врубеля для церкви также приобрел меценат, и сегодня их можно увидеть в Киевской национальной картинной галерее.